# Paradiniida
A Paradiniida (más írásmóddal: Paradinida) a Rhizaria Endomyxa csoportjának Ascetosporea kládjának parazita rendje.

## Történet
Első leírt nemzetsége a Paradinium Chatton 1910, melyet az Atelodiniummal együtt írt le általa általában a Dinozoa kláddal rokonának tekintett parazitákról. Típusfaja az Acartia clausi, Oithona helgolandica, Clausocalanus arcuicornis, Paracalanus parvus és Centropages typicus fajokat fertőző Paradinium poucheti.:245 E nemzetséget Schiller 1935-ben Paradiniidae néven új kládba sorolta, melyet 2009-ben Bass a Paradinidába sorolt. 1976-ban Perkins a Haplosporea osztályba sorolta a Haplosporidia testvércsoportjaként. 2009-ben Bass et al. rendként sorolták be. Eleinte a páncélos ostorosok egy tagjának vagy hozzájuk közel álló kládnak tekintették, Shields 1994-ben azonban a Mycetozoa rokonának tekintette magfejlődése és ostorszerkezete alapján. Chatton és Soyer 1973-ban 3 jellemzőt írtak le a 3 Paradinium-faj megkülönböztetésére – a kromoszómaszámot, a magméretet és a gazdákat.:259 Később derült ki molekuláris filogenetikai úton, hogy a Rhizaria Endomyxa csoportjába tartozik.
Az Atelodiniumot Chatton és Soyer 1973-ban a Paradinium szinonimájává tették, bár korábban a Syndiniales rokonának tekintették. Ugyanez évben írták le az Oncaea media-fertőző P. caulleryit és az Oncaea conifera-fertőző P. pouchetit.:253
A Pandalus platyceros-parazitát korábban bazális Haplosporidia-kládnak tekintették, de 2008-ban Skovgaard és Daugbjerg kimutatták, hogy a Paradinium közelebbi rokona.
2023-ban Yabuki et al. axén kultúrát állítottak elő 2 meg nem nevezett fajból, melyek ideiglenes jelei FC901 és SRM-001. Ezek alapján legalább e fajok szabadon élők is lehetnek.

## Genetika
Az első szekvenciaadatokat a Paradiniumról 2008-ban írta le Skovgaard és Daugbjerg – két Paradinium-klád 18S rDNS-ének részleteit írták le ekkor. Ward et al. 2018-ban több primert hoztak létre a Paradinida és a bazálisabb Ascetosporea-kládok (PEDA) azonosítására a 18S rRNS V5–V9 hiperváltozó régiói alapján. Nagarkar és Palenik 10 amplikonszekvencia-variánsát figyelték meg a Scripps Oceanográfiai Intézet közelében.
2019-ben nem volt szekvenált faja.

### Mitokondriális
Mitokondriumaiban jelentős A→I és C→U irányú RNS-szerkesztés történik RNS-en ható adenozin-deaminázzal (ADAR), illetve . Mitokondriumai nem redukáltak, mivel rendelkeznek a citromsavciklus és az elektrontranszportlánc génjeivel.

## Filogenetika
A klád a Pandalus platyceros-parazitából és a Paradiniumból áll. A többi Ascetosporea-kláddal a kapcsolatai nem ismertek, de feltehetően a Haplosporidia testvércsoportja.

## Morfológia
Más Ascetosporea-kládokkal szemben rajzósejtes (tomita) fázisa 2 eltérő hosszú ostorral rendelkezik. Amőboid állapota kétmagvú, és nem rendelkezik dinokarionnal, viszont rendelkezik filopódiumokkal, ez megkülönbözteti a Syndinialestől.:259

## Életmód
Rákok parazitája, bennük feminizációt vagy castratiót okoz. Gazdaspektruma nem teljesen ismert, csak 2016-tól kezdett jól láthatóvá válni.

## Ökológia
Tengerekben gyakori eukarióta parazitaklád: a Pseudocalanus newmani élőhelyén a paraziták 74,7%-át is kiteheti. Prevalenciája szezonálisan váltakozó, de igen magas, akár 35%-os is lehet.

## Életciklus
Életciklusa összetett: rajzósejtjei kétostorúak, trofikus fázisa plazmódium. A haplosporoszóma a plazmódiumokban kialakul, sporogenezis során eltűnik, majd a spórákban újra megjelenik. Sporulációja külső, a gazdában meropodiális retikulumot képez, cisztája mukoid, centroszómái mitóziskor működnek. A plazmódium érése előtt hálós meroplazmódiumként van jelen, mely Bass et al. szerint a szabadon élő Reticulosida-kládok és a Haplosporidia és a Paramyxida közti átmenet.
A vérüregek megtöltése után indul a sporuláció. Ekkor plazmódiumtöredékek mennek a gazda emésztőrendszerébe, ahol a végbélnyílásból több 90 μm-es, többmagvú gonoszféraként távoznak. A töredékek száma hőmérsékletfüggő. Ezután a gonoszférák mukoid vagy zselés cisztafalat képeznek, majd a farki ramusokhoz vagy furcákhoz kapcsolódnak. Ezek alkalmanként hosszabbak a gazdánál, de a gazdák normálisan úszhatnak „nagy narancssárga zászlóval”. A gonoszférák távozása után a parazita benn maradt része nem termel több gonoszférát. Egyes evezőlábú rákok túlélhetik a fertőzést, de az halálukat sietteti. 1 óra után a gonoszférában jól látható a sporuláció. Ekkor 2 ostorú amőbatestek fejlődnek a filoplazmódiumból, majd 4 bodonispóra keletkezik meiózissal. Ezután a fal megreped, a belső sporocisztafal széttörik, a spórák szabadon úsznak. Az amőbula feltehetően zigóta, a bodonispórák ivarsejtek lehetnek.:259–261

## Jelentőség
A Pandalus platycerost Brit-Kolumbia területén kereskedelmi célra gyakran halásszák, ami fenntartható nagy mennyisége miatt. A Pandalus platyceros-parazita azonban jelentősen csökkenti a felhasználható mennyiséget.